# 아우내도서관
아우내도서관은 충청남도 천안시 동남구 병천면 병천리 소재의 시립 도서관이다.

## 연혁
- 2007년 10월 9일 개관

## 이용 안내
이용 시간
- 일반열람실: 매일 08:00 ∼ 22:00
- 자료실: 매일 09:00 ∼ 18:00
- 아동실: 매일 09:00 ∼ 18:00 09:00 ∼ 18:00